# Edith Dettmann
Edith Dettmann (* 4. August 1898 in Stralsund; † 6. September 1987 ebenda) war eine deutsche Malerin.

## Leben
Edith Dettmann besuchte das Lyzeum in Stralsund und studierte von 1916 bis 1920 an der Unterrichtsanstalt des Kunstgewerbemuseums Berlin, danach bis 1924 an der Kunstakademie Düsseldorf, an der sie als erste Frau Meisterschülerin bei Adolf Münzer war. Ab 1925 war sie freischaffend in Düsseldorf tätig und an wichtigen Ausstellungen beteiligt. 1932 trat sie in die Kommunistische Partei Deutschlands ein. Nach dem Machtantritt der Nazis wurden auf Anweisung des Nazi-Gauleiters von Pommern ihre Bilder aus dem Stralsunder Theaterfoyer entfernt. Die Information, wonach sie 1934 Malverbot erhielt, dürfte, zumindest hinsichtlich des Zeitpunkts, falsch sein. Sie war nachweislich noch bis 1937 an Ausstellungen beteiligt.
Sie begab sich in die innere Emigration und zog 1934 nach Stralsund. 1937 wurden in der Aktion „Entartete Kunst“ aus der Städtischen Kunsthalle Mannheim ihr Tafelbild „Straße bei Gerresheim“ (1925) beschlagnahmt und vernichtet.
Nach Kriegsende arbeitete Edith Dettmann in Stralsund als Kunsterzieherin und engagierte sich politisch und kulturpolitisch im Kulturbund zur demokratischen Erneuerung Deutschlands. Wegen fehlender Anerkennung zog sie sich nach 1949 zurück und begann erst 1965 wieder mit künstlerischen Arbeiten, die sie aber 1977 aufgab. Sie unternahm Reisen ans Mittelmeer, nach Frankreich, Rumänien, Bulgarien und in die CSSR. Häufig fuhr sie auf die Insel Rügen, die sie 1938, 1939, 1965, 1971 und 1972 mit dem Fahrrad durchquerte. „Hier entstanden in einer kristallklaren, neusachlichen Bildsprache Landschaftsbilder, Personenbildnisse und Stadtlandschaften.“
Werke Edith Dettmanns befinden sich u. a. im Stralsund Museum, im Pommerschen Landesmuseum, in der Kunsthalle Rostock und im Kunstmuseum Moritzburg Halle (Saale), wo sie Teil der Dauerausstellung „Wege der Moderne“ sind.
Die Stadt Stralsund ehrte sie zu Beginn des 21. Jahrhunderts mit der Benennung der Edith-Dettmann-Straße.

## Bildnerische Darstellung Edith Dettmanns
- Christian Borchert: Edith Dettmann in ihrer Wohnung (Fotografie)[3]

## Werke (Auswahl)

### Tafelbilder
- Mädchen am Fischteich (1931), Kunstmuseum Moritzburg Halle (Saale)
- Stillleben mit Tulpen (1933), Kunstmuseum Moritzburg Halle (Saale)
- Obstgarten (Öl; befand sich bis zur Auslagerung 1934 in der Berliner Nationalgalerie und gilt als verschollen)[4][5]
- Alter Bauernhof auf Ummanz (Öl, 1938; im Bestand des Stralsund Museums)
- Ernten im August (Öl, 1944; ausgestellt 1953 auf der Dritten Deutschen Kunstausstellung, Dresden, Albertinum)[6]
- Flüchtlingskinder (1945–50), Kunstmuseum Moritzburg Halle (Saale)
- Weltjugendtreffen unter der Roten Fahne (Öl, 1952; ausgestellt 1953 auf der Dritten Deutschen Kunstausstellung)[7]
- Dorfstraße mit Urlaubern (1971)[8]
- Badestelle am Schweriner See (Öl, 1975; ausgestellt 1977/1978 auf der VIII. Kunstausstellung)[9]

### Buchillustrationen
- Gebr. Grimm: Sneewittchen, Rotkäppchen. Verlag Jos. Scholz, Mainz, 1928 (Schol’z Künstler-Bilderbücher)

## Ausstellungen (unvollständig)

### Einzelausstellungen
- 1973: Rostock, Kunsthalle Rostock (Edith Dettmann – Malerei)
- 1983: Stralsund, Kulturhistorisches Museum (Edith Dettmann zum 85. Geburtstag 1983 – Malerei.)
- postum 1998: Stralsund, Kulturhistorisches Museum (Edith Dettmann – 1898–1987.)

### Ausstellungsbeteiligungen
- 1936: Greifswald, Haus der Heimat („Pommersche Kunst“)
- 1937: Chemnitz, König-Albert-Museum (Kunstausstellung des Hilfswerks für die deutsche bildende Kunst in der NS-Volkswohlfahrt mit Sonderausstellung „Erzgebirgische Landschaft“)
- 1937: Dortmund, Haus der Kunst (Kunstausstellung des Hilfswerks für die deutsche bildende Kunst in der NS-Volkswohlfahrt)

- 1945: Schwerin, Landesmuseum („Jahresschau 1945 der Kunstschaffenden aus Mecklenburg-Vorpommern“)[10]
- 1951: Berlin, Museumsbau am Kupfergraben („Künstler schaffen für den Frieden“)
- 1954: Rostock und Stralsund: Erste Kunstausstellung des Bezirks Rostock
- 1956: Halle, Staatliche Galerie Moritzburg („Deutsche Landschaft“)
- 1969, 1972, 1974 und 1979: Rostock, Bezirkskunstausstellung
- 1972/1973 und 1977/1978: Dresden, VII. und VIII. Kunstausstellung der DDR
- 1974: Berlin, Nationalgalerie („Realismus und Sachlichkeit. Aspekte deutscher Kunst 1919 – 1933“)
- 1976: Karl-Marx-Stadt, Städtische Museen („Jugend und Jugendobjekte im Sozialismus“)
- 1979: Berlin, Altes Museum („Weggefährten – Zeitgenossen. Bildende Kunst aus 3 Jahrzehnten “)

Postum
- 1989: Berlin, Akademie-Galerie im Marstall („Bauleute und ihre Werke. Widerspiegelungen in der bildenden Kunst der DDR“)
- 1990: Berlin, Neue Berliner Galerie im Alten Museum ("Die Kunst der frühen Jahre 1945 – 1949. Malerei und Grafik")
- 2023: Welche Moderne?, Sprengel Museum Hannover und Kunstsammlungen Chemnitz